# 庫斯科省

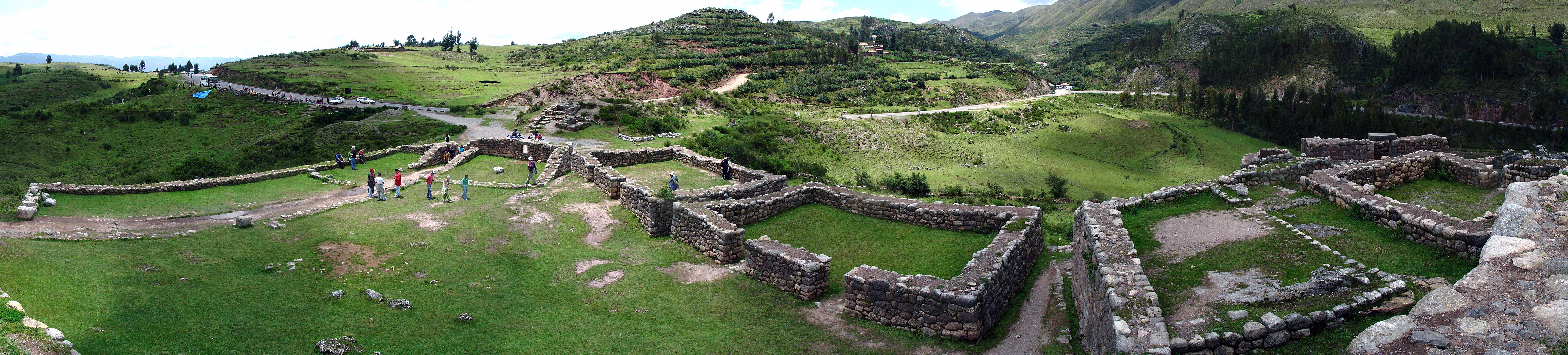

庫斯科省（西班牙語：Provincia del Cuzco），是秘魯的省份，位於該國南部庫斯科大區，北面是卡爾卡省和烏魯班巴省，首府是庫斯科，面積617平方公里，2012年人口427,580，人口密度每平方公里693人。
13°31′34″S 71°58′17″W / 13.52611°S 71.97139°W